# Харламов, Александр Павлович
Александр Павлович Харламов (1929—2004) — советский партийный деятель, журналист, главный редактор газеты «Сельская жизнь». Член Центральной Ревизионной комиссии КПСС в 1976—1990 годах. Кандидат философских наук (1967).

## Биография
В 1949—1954 годах — в органах государственной безопасности СССР.
Член КПСС с 1952 года.
В 1954 году окончил философское отделение Ленинградского государственного университета имени Жданова.
В 1954—1959 годах — лектор, руководитель лекторской группы Чкаловского (Оренбургского) областного комитета КПСС.
В 1959—1964 годах — редактор Оренбургской областной газеты «Южный Урал».
В 1964—1967 годах — слушатель Академии общественных наук при ЦК КПСС.
В 1967—1970 годах — инструктор отдела пропаганды ЦК КПСС.
В 1970—1973 годах — заместитель главного редактора, в 1973—1976 годах — 1-й заместитель главного редактора газеты «Сельская жизнь».
В феврале 1976—1991 года — главный редактор газеты «Сельская жизнь».
Делегат XXV, XXVI и XXVI съездов КПСС.
С 1991 года — персональный пенсионер в Москве.
Умер в 2004 году. Похоронен на Красногорском кладбище.

## Награды и звания
- два ордена Трудового Красного Знамени
- орден «Знак Почёта»
- орден Дружбы народов